# Chapada Diamantina
Chapada Diamantina är ett högland i Brasilien.   Det ligger i delstaten Bahia, i den östra delen av landet, 900 km nordost om huvudstaden Brasília.
Omgivningarna runt Chapada Diamantina är huvudsakligen savann. Runt Chapada Diamantina är det glesbefolkat, med 11 invånare per kvadratkilometer.